# Richard H. Stallings

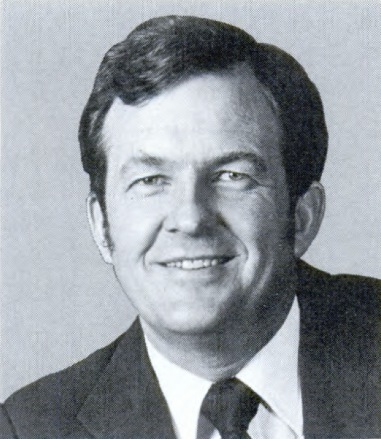
Richard H. Stallings, 1987

Richard Howard Stallings (* 7. Oktober 1940 in Ogden, Utah) ist ein US-amerikanischer Politiker. Zwischen 1985 und 1993 vertrat er den zweiten Wahlbezirk des Bundesstaates Idaho im US-Repräsentantenhaus.

## Frühe Jahre
Richard Stallings besuchte die öffentlichen Schulen in Ogden und danach von 1960 bis 62 eine Missionsschule in Neuseeland. Im Jahr 1965 absolvierte er das Weber State College, 1968 die Utah State University und dann das Colorado College. Von 1969 bis 1984 unterrichtete er das Fach Geschichte am Ricks College, der heutigen Brigham Young University in Rexburg.

## Politische Laufbahn
Stallings wurde Mitglied der Demokratischen Partei. Im Jahr 1982 kandidierte er erstmals im zweiten Wahlbezirk von Idaho für das US-Repräsentantenhaus, unterlag aber dem Republikaner George V. Hansen. Zwei Jahre später konnte er Hansen mit weniger als 200 Stimmen Vorsprung schlagen und dessen Sitz im Kongress übernehmen. Nach drei Wiederwahlen konnte er dieses Mandat zwischen dem 3. Januar 1985 und dem 3. Januar 1993 in vier Legislaturperioden ausüben. Im Jahr 1992 kandidierte er erfolglos gegen den Republikaner Dirk Kempthorne für einen Sitz im US-Senat.
1993 wurde Stallings von Präsident Bill Clinton zum Regierungsbeauftragten für nukleare Abfälle ernannt (United States Nuclear Waste Negotiator). Dieses Amt bekleidete er als letzter Amtsinhaber bis 1995; dann wurde diese Behörde abgeschafft. Im Jahr 1998 kandidierte Stallings wieder für das US-Repräsentantenhaus, unterlag aber Mike Simpson. Zwischen 2005 und 2007 war er Vorsitzender der Demokratischen Partei in Idaho und Mitglied im Stadtrat von Pocatello. Richard Stallings ist mit Renee Stallings verheiratet.
Bei der Democratic National Convention des Jahres 1988 erhielt er, ohne kandidiert zu haben, drei Stimmen für die Nominierung zum US-Präsidenten.